# Grete Broda
Margareta (Grete) Martha Ernestine Camilla Broda, född Jüllig 11 september 1887 i Wien, död 11 maj 1962 i Åtvidaberg, var en svensk konstnär.
Broda studerade konst i Wien och Paris. Hennes konst består av impressionistiskt hållna porträtt, figursaker, blomsterstilleben och landskapsmålningar. 